# Balón de Oro 2008
La edición de 2008 del Balón de Oro, 53.ª edición del premio de fútbol creado por la revista francesa France Football, fue ganada por el portugués Cristiano Ronaldo (Manchester United).

## Jurado
El jurado estuvo compuesto por 96 periodistas especializados, 53 de ellos pertenecientes a cada una de las asociaciones miembros de la UEFA, mientras que los 43 restantes pertenecían a países que se habían clasificado alguna vez para la Copa Mundial de Fútbol:
- 53 votos provenientes de asociaciones miembros de la UEFA: Albania, Andorra, Alemania, Armenia, Austria, Azerbaiyán, Bélgica, Bielorrusia, Bosnia y Herzegovina, Bulgaria, Chipre, Croacia, Dinamarca, Escocia, Eslovaquia, Eslovenia, España, Estonia, Finlandia, Francia, Gales, Georgia, Grecia, Hungría, Inglaterra, Irlanda, Irlanda del Norte, Islandia, Islas Feroe, Israel, Italia, Kazajistán, Letonia, Liechtenstein, Lituania, Luxemburgo, Macedonia, Malta, Moldavia, Montenegro, Noruega, Países Bajos, Polonia, Portugal, República Checa, Rumania, Rusia, San Marino, Serbia, Suecia, Suiza, Turquía y Ucrania.

- 13 votos provenientes de asociaciones miembros de la CAF: Angola, Argelia, Camerún, República Democrática del Congo, Costa de Marfil, Egipto, Ghana, Marruecos, Nigeria, Senegal, Sudáfrica, Togo y Túnez.

- 10 votos provenientes de asociaciones miembros de la Concacaf: Canadá, Costa Rica, Cuba, El Salvador, Estados Unidos, Haití, Honduras, Jamaica, México y Trinidad y Tobago.

- 9 votos provenientes de asociaciones miembros de la Conmebol: Argentina, Bolivia, Brasil, Chile, Colombia, Ecuador, Paraguay, Perú y Uruguay.

- 9 votos provenientes de asociaciones miembros de la AFC: Arabia Saudita, Corea del Norte, Corea del Sur, China, Emiratos Árabes Unidos, Irán, Irak, Japón y Kuwait.

- 2 votos provenientes de asociaciones miembros de la OFC: Australia y Nueva Zelanda.

El resultado de la votación fue publicado en el número 3269 de France Football, el 2 de diciembre de 2008.

## Sistema de votación
Cada uno de los miembros del jurado elige a los que a su juicio son los cinco mejores futbolistas del mundo de una lista previa de 30 jugadores (se redujo de 50 a 30 en 2008). El jugador elegido en primer lugar recibe cinco puntos, el elegido en segundo lugar cuatro puntos y así sucesivamente.
De esta forma, se repartieron 1440 puntos, siendo 480 el máximo número de puntos que podía obtener cada jugador (en caso de que los 96 miembros del jurado le asignaran cinco puntos).

## Clasificación final
| Puesto | Jugador              | Equipo                  | Votos | Votos | Votos | Votos | Votos | Votos | Puntos (sobre 480) |
| Puesto | Jugador              | Equipo                  | 1º    | 2º    | 3º    | 4º    | 5º    | Total | Puntos (sobre 480) |
| ------ | -------------------- | ----------------------- | ----- | ----- | ----- | ----- | ----- | ----- | ------------------ |
| 1º     | Cristiano Ronaldo    | Manchester United F. C. | 77    | 11    | 4     | 1     | 3     | 96    | 446                |
| 2º     | Lionel Messi         | F. C. Barcelona         | 6     | 33    | 27    | 14    | 10    | 90    | 281                |
| 3º     | Fernando Torres      | Liverpool F. C.         | 5     | 13    | 24    | 9     | 12    | 63    | 179                |
| 4º     | Iker Casillas        | Real Madrid C. F.       | 2     | 16    | 12    | 8     | 7     | 45    | 133                |
| 5º     | Xavi Hernández       | F. C. Barcelona         | 3     | 9     | 4     | 15    | 4     | 35    | 97                 |
| 6º     | Andréi Arshavin      | F. K. Zenit             |       | 3     | 4     | 10    | 20    | 37    | 64                 |
| 7º     | David Villa          | Valencia C. F.          | 1     | 2     | 4     | 10    | 10    | 27    | 55                 |
| 8º     | Kaká                 | A. C. Milan             |       | 4     | 2     | 4     | 1     | 11    | 31                 |
| 9º     | / Zlatan Ibrahimović | F. C. Internazionale    |       | 1     | 4     | 5     | 4     | 14    | 30                 |
| 10º    | Steven Gerrard       | Liverpool F. C.         |       | 2     | 2     | 5     | 4     | 13    | 28                 |
| 11º    | Marcos Senna         | Villarreal C. F.        | 1     |       | 2     | 1     | 3     | 7     | 16                 |
| 12º    | / Emmanuel Adebayor  | Arsenal F. C.           |       | 1     |       | 2     | 4     | 7     | 12                 |
| 13º    | Wayne Rooney         | Manchester United F. C. |       |       | 1     | 2     | 4     | 7     | 11                 |
| 14º    | Sergio Agüero        | Atlético de Madrid      |       | 1     | 1     | 1     | 1     | 4     | 10                 |
| 15º    | Frank Lampard        | Chelsea F. C.           |       |       |       | 4     |       | 4     | 8                  |
| 16º    | Franck Ribéry        | F. C. Bayern Múnich     |       |       | 1     | 1     | 2     | 4     | 7                  |
| 17º    | Samuel Eto'o         | F. C. Barcelona         |       |       | 1     | 1     | 1     | 3     | 6                  |
| 18º    | Gianluigi Buffon     | Juventus F. C.          | 1     |       |       |       |       | 1     | 5                  |
| 19º    | Cesc Fàbregas        | Arsenal F. C.           |       |       | 1     |       | 1     | 4     | 4                  |
| =      | Michael Ballack      | Chelsea F. C.           |       |       |       | 1     | 2     | 3     | 4                  |
| 21.º   | Sergio Ramos         | Real Madrid C. F.       |       |       | 1     |       |       | 1     | 3                  |
| =      | Nemanja Vidić        | Manchester United F. C. |       |       | 1     |       |       | 1     | 3                  |
| =      | Didier Drogba        | Chelsea F. C.           |       |       |       | 1     | 1     | 2     | 3                  |
| 24º    | Edwin van der Sar    | Manchester United F. C. |       |       |       | 1     |       | 1     | 2                  |
| =      | Ruud van Nistelrooy  | Real Madrid C. F.       |       |       |       |       | 2     | 2     | 2                  |

Los cinco jugadores que no recibieron ningún punto fueron los siguientes:
| Jugador              | Equipo                             |
| -------------------- | ---------------------------------- |
| Karim Benzema        | Olympique de Lyon                  |
| Pepe                 | Real Madrid C. F.                  |
| Luca Toni            | F. C. Bayern Múnich                |
| Rafael van der Vaart | Hamburgo S. V. / Real Madrid C. F. |
| Yuri Zhirkov         | P. F. C. CSKA Moscú                |

## Clasificación por países
| País            | Jugadores | Puntos |
| --------------- | --------- | ------ |
| España          | 7         | 487    |
| Portugal        | 1         | 446    |
| Argentina       | 2         | 291    |
| Rusia           | 1         | 64     |
| Inglaterra      | 3         | 47     |
| Brasil          | 1         | 31     |
| Suecia          | 1         | 30     |
| Togo            | 1         | 12     |
| Francia         | 2         | 7      |
| Camerún         | 1         | 6      |
| Italia          | 2         | 5      |
| Países Bajos    | 3         | 4      |
| Alemania        | 1         | 4      |
| Costa de Marfil | 1         | 3      |
| Serbia          | 1         | 3      |